# Luminantie
|                                      | Luminantie (cd/m2) |
| ------------------------------------ | ------------------ |
| Zonneschijf ’s middags               | 1,6 · 109          |
| Witte led                            | 50·106             |
| Gloeidraad halogeenlamp              | 20…30 · 106        |
| Zonneschijf aan de horizon           | 6 · 106            |
| Matte gloeilamp 60 W                 | 120 · 103          |
| Koudwitte tl-buis T8                 | 11 · 103           |
| Gemiddelde heldere hemel             | 8 · 103            |
| Led-reclamescherm                    | 5 · 103            |
| Maanoppervlak                        | 2,5 · 103          |
| Gemiddelde bedekte hemel             | 2 · 103            |
| Tft-scherm wit                       | ca. 150...500      |
| Kathodestraalbuis wit                | ca. 80...200       |
| Gele elektroluminescente lichtbron   | 60                 |
| Groene elektroluminescente lichtbron | 30                 |
| Tft-scherm zwart                     | ca. 0,15...0,8     |
| Nachtelijke hemel bij volle maan     | 0,1                |
| Kathodestraalbuis zwart              | deels < 0,01       |
| Nachtelijke sterrenhemel             | 1 · 10−3           |
| Bewolkte nachtelijke hemel           | 1…100 · 10−6       |

De luminantie (Engels: luminance, Duits: Leuchtdichte) is de fotometrische maat voor helderheid, namelijk de lichtsterkte per oppervlakte-eenheid loodrecht op de kijkrichting. Hoewel het een eigenschap is van de lichtbron zelf, is het tevens de helderheid die een waarnemer ervaart, en wel onafhankelijk van zijn afstand tot de lichtbron (mits geen licht onderweg geabsorbeerd wordt): bij vergroting van de afstand tot een lichtbron wordt slechts de ruimtehoek kleiner, niet de luminantie. Het maakt ook niet uit of we het oppervlak waarop we de lichtsterkte per oppervlakte-eenheid bekijken bij de lichtbron, bij de waarnemer of ergens tussenin nemen.
Een lichtbron met een gegeven lichtsterkte lijkt helderder naarmate het oppervlak kleiner is. De luminantie beschrijft de helderheid van grotere lichtgevende oppervlakken. Voor de beschrijving van de helderheid van kleine of puntvormige lichtbronnen zijn daarentegen de lichtsterkte en de verlichtingssterkte meer geschikt.
De SI-eenheid is candela per vierkante meter (cd/m2).

## Definitie
Als het stralend oppervlak niet vlak is of niet onder een rechte hoek wordt gezien, wordt de projectie ervan loodrecht op de kijkrichting genomen (hoek θ):
{\displaystyle L={\frac {\mathrm {d} I}{\mathrm {d} A\cdot \cos(\theta )}}={\frac {\mathrm {d^{2}} \Phi }{\mathrm {d} A\cdot \cos(\theta )\mathrm {d} \omega }}}
Bij een Lambertstraler, bijvoorbeeld een zwarte straler, en bij de reflectie van licht op een Lambertoppervlak, geldt de wet van Lambert: de lichtsterkte is evenredig met dezelfde cosinus als in de formule, waardoor die wegvalt. Zo'n lichtbron heeft dus in elke richting dezelfde luminantie. De luminantie van een zwarte straler hangt alleen van de temperatuur af, niet van de grootte of de afstand.
| Situatie                           | Luminantiebereik (cd/m2)      |
| ---------------------------------- | ----------------------------- |
| scotopisch zicht (nacht)           | 3 · 10−6 tot 3...30 · 10−3    |
| mesopisch zicht                    | 3…30 · 10−3 tot 3...30 · 10−6 |
| fotopisch zicht (dag)              | meer dan 3...30               |
| kegeltjesverzadiging (verblinding) | 105...106                     |

## Wegwijzer lichtgrootheden en -eenheden
| naam en symbool                                                                                        | definitie | eenheid                                           | omrekening |
| --- | --- | ------------------------------------------------- | --- |
| Lichtsterkte {\displaystyle I_{\mathrm {v} }}                                                          | {\displaystyle I={\frac {\partial \Phi }{\partial \Omega }}} | candela {\displaystyle \mathrm {cd} }             | {\displaystyle \mathrm {1\ cd=1\ {\frac {lm}{sr}}} }                                                                 |
| Lichtstroom {\displaystyle \Phi _{\mathrm {v} }}                                                       | {\displaystyle \Phi _{\mathrm {v} }=K_{\mathrm {m} }\int _{380\ \mathrm {nm} }^{780\ \mathrm {nm} }{\frac {\partial \Phi _{\mathrm {e} }(\lambda )}{\partial \lambda }}\cdot V(\lambda )\ \mathrm {d} \lambda } | lumen {\displaystyle \mathrm {lm} }               | {\displaystyle \mathrm {1\ lm=1\ sr\cdot cd} }                                                                       |
| Specifieke lichtstroom of lichtrendement {\displaystyle \eta } of {\displaystyle \Phi _{\mathrm {s} }} | {\displaystyle \eta ={\frac {\Phi }{P}}} | {\displaystyle \mathrm {lm/W} }                   | |
| Verlichtingssterkte: {\displaystyle E}                                                                 | {\displaystyle E={\frac {\partial \Phi }{\partial A}}} | lux {\displaystyle \mathrm {lx} }                 | {\displaystyle \mathrm {1\ lx=1\ {\frac {lm}{m^{2}}}=1\ {\frac {sr\cdot cd}{m^{2}}}} }                               |
| Luminantie {\displaystyle L}                                                                           | {\displaystyle L={\frac {\partial ^{2}\Phi }{\partial \Omega \cdot \partial A_{1}\cdot \cos \varepsilon _{1}}}}                                                                                                 | {\displaystyle \mathrm {\frac {cd}{m^{2}}} }      | {\displaystyle \mathrm {1\ {\frac {cd}{m^{2}}}} =\mathrm {1\ {\frac {lm}{sr\cdot m^{2}}}} }                          |
| Lichtenergie {\displaystyle Q_{\mathrm {v} }}                                                          | {\displaystyle Q_{\mathrm {v} }=\int _{0}^{T}\Phi _{\mathrm {v} }(t)\mathrm {d} t} | lumenseconde {\displaystyle \mathrm {lm\cdot s} } | |
| Ruimtehoek {\displaystyle \Omega }                                                                     | {\displaystyle \Omega ={\frac {A}{r^{2}}}} | steradiaal {\displaystyle \mathrm {sr} }          | {\displaystyle \mathrm {1\ sr=1\ {\frac {m^{2}}{m^{2}}}={\frac {\left[oppervlak\right]}{\left[straal\right]^{2}}}} } |